# قلوب حائرة (فلم)
قلوب حائرة فيلم دراما رومانسي مصري لعام 1956 من إخراج وسيناريو وحوار إبراهيم عمارة، ساعد في السيناريو والحوار الروائي المصري فتحي أبو الفضل. الفيلم من بطولة كمال الشناوي وزهرة العلا، وتدور الأحداث حول ثريا الفتاة الساذجة التي تضيق ذرعًا بمعاملة زوجة أبيها السيئة، فتقرر الفرار إلى لبنان مع المحتال فهيم.
صدر الفيلم إلى دور العرض المصرية في 28 مايو 1956.
منح موقع قاعدة بيانات الأفلام العربية على الإنترنت «السينما.كوم» درجة 6.3/ 10.

## طاقم التمثيل
كمال الشناوي: في دور فطين عبد الحميد
زهرة العلا: في دور ثريا
محمود المليجي: في دور فهيم لطفي
عبد الوارث عسر: في دور محمد سعيد
زوزو ماضي: في دور حياة هانم
استيفان روستي: في دور إسماعيل
عزيزة حلمي: في دور والدة فطين عبد الحميد
رفيعة الشال: في دور أم محمود
ناهد سمير: في دور عزيزة هانم
سعاد أحمد: في دور أم نميسة
سعاد فوزي: في دور دولت هانم
محمد سليمان: في دور رضوان
نيللي مظلوم: في دور امرأة في المنام
عبد المنعم كامل: في دور طبيب المستشفى
محمد شوقي: في دور البوسطجي
هدى شمس الدين: في دور هدى الراقصة
بالاشتراك مع: سامية محسن - ليلى حمدي - أحمد شوقي - محمود رضا - حسن حامد - عبد المنعم بسيوني - ماري عز الدين - حسين قنديل - نادية فهمي (غناء)

## أحداث الفيلم
تموت مشيرة هانم والدة الشابة ثريا (زهرة العلا) التي ترث عن والدتها 40 فدان يستأجرهم الحاج رضوان (محمد سليمان). تعيش ثريا مع والدها محمد سعيد (عبد الوارث عسر) وهو رجل ضعيف الشخصية، وتسيطر عليه زوجته الجديدة حياة هانم (زوزو ماضى) التي تعامل ثريا بقسوة، وتقف في طريق زواجها من اجل ان تظل تسيطر مسيطرة على دخل أرضها. تتقدم دولت هانم (سعاد فوزى) وعزيزه هانم (ناهد سمير) لخطبة ثريا ولكن حياة هانم تقف حائلا دون إتمام الزواج، وتخوض في عرض ثريا كذباً لمنع هذا الزواج.
تتعرف ثريا في حفل على الرجل المحتال فهيم لطفى (محمود المليجى) الذي يخدعها بكلامه المعسول، وترى ثريا في هذا الرجل أنه منقذها من زوجة ابيها، ويوافق والدها على زواجها من فهيم بينما ترفض زوجة الأب ذلك. يحرض فهيم الشابة الساذجة ثريا على الهرب معه إلى لبنان والزواج هناك، وتسافر ثريا مع فهيم إلى لبنان بجواز سفر مزور باسم «سميحه كامل» الذي استخرجه لها فهيم ليتحكم في مصيرها، وأيضا يحاول النيل منها دون زواج، ولكن الراقصة هدى (هدى شمس الدين) صديقته تمنعه وتقف بجانب ثريا وتساندها. يصاب فهيم بمرض خطير، ويوشك على الموت ويرى أشباح كل الفتيات اللائى قام بخداعهن، مما يشعره بقرب مصيره المحتوم، ويرغب في إصلاح بعض ماأفسده، فيعيد إلى ثريا جواز سفرها لتعود لمصر، ويكتب وصية لإبن خالته فطين عبد الحميد (كمال الشناوى) يطلب منه ان يعطى مبلغ 100 جنيه لثريا و 100 ألف جنيه له لو تزوجها، و 50 ألف جنيه له لو لم يتزوجها، ومع الوصية خطاب يذكر فيه انه لم يستطع خداعها وانها نجت من براثنه. تعود ثريا إلى مصر لتكتشف موت ابيها، وتتولى رعايتها مربيتها أم محمود (رفيعة الشال) وتصطحبها للإشراف على أرضها.
تعرف ثريا من الحاج رضوان ان زوجة ابيها قد أستولت على إيجار الأرض لمدة عام مقدماً. تتعرف ثريا على زوجة الحاج رضوان، ام نميسه (سعاد احمد)، ويقف إلى جانبها المهندس الزراعى فطين ووالدته (عزيزه حلمي) وهي التي لم تكن تعلم ان فطين ابن خالة فهيم.
يحدث تقارب وتفاهم بين ثريا وفطين وينتهي الأمر بالزواج. يتوفى فهيم وتصبح الوصية نافذة ويبدأ فطين في البحث عن ثريا المذكورة في الوصية بمساعدة ابن عمه إسماعيل (إستيفان روستى) الذي يكتشف ان ثريا هي زوجة فطين، ولا يخبره ويبحث الامر مع الراقصة هدى ويعرف الحقيقة. ولكن فطين يعثر على جواز سفر ثريا المزور باسم سميحه، فيطلقها ولكن إسماعيل يعثر على خطاب فهيم الذي يبرئ ثريا، ويعود فطين لزوجته.

## استقبال الفيلم
كتب محمود قاسم على موقع الشروق: «إبراهيم عمارة، أفلامه كلها بمثابة نسخ كربونية من بعضها... عمارة يميل إلى الموضوعات الاخلاقية، والنهايات السعيدة، والعناوين التقليدية، لذا فرغم كثرة أعماله فإنك ربما لن تتذكر اسماءها بسهولة... الموضوع ملئ بالشخصيات النمطية، الشرير البذئ، والعذروات المحافظات على عذريتهن، والمصادفات التي هي سبب المحن... الفيلم يمتلئ بالتفاصيل المربكة، وأن عمارة ينسب إلى نفسه أنه مؤلف الفيلم فإن الشخصية التي جسدها استيفان روستى لا توجد في مجتمعنا الشرقى، وهي ضابط التحرى الخاص، ما يعنى أن المخرجين دوما أتوا لنا بالقصص الأمريكية، وصار علينا أن نصدق، لكننا مثلما أشرنا فإن» قلوب حائرة«يقع ضمن الافلام الرمادية التي قد تنساه تماما بعد رؤيته، وعندما يعرض فإنك تحاول ان تتذكر هل رأيته من قبل أم لا؟».

## روابط خارجية
- مقالات تستعمل روابط فنية بلا صلة مع ويكي بيانات